# Энисты
Энисты (чечен. Энистие) — покинутый аул в Итум-Калинском районе Чеченской Республики.

## География
Расположен на правом берегу реки Мулкойэхк, к северо-западу от районного центра Итум-Кали.
Ближайшие населённые пункты и развалины бывших аулов: на северо-западе — бывшие аулы  Калгой и Джанайхой, на северо-востоке — село Борзой, на юго-востоке — бывшие аулы Боуторхой и Басхой, на юго-западе — аул Хурикой.